# Jaroslav Šidak
Jaroslav Šidak, hrvaški zgodovinar, predavatelj in akademik, * 4. januar 1903, Dunaj, † 25. marec 1986, Zagreb.
Šidak je deloval kot redni profesor za občo zgodovino novega veka na Filozofski fakulteti v Zagrebu in bil dopisni član Slovenske akademije znanosti in umetnosti (od 24. aprila 1981).